# Chiesa di San Giovanni in Loffa
La chiesa di San Giovanni in Loffa, o "San Giovanni in Monte" è un luogo di culto cattolico che sorge sul monte San Giovanni, dopo il monte Loffa e le Vezzarde, nel comune di Sant'Anna d'Alfaedo, ed è dedicata al culto di san Giovanni Battista.

## Storia e descrizione

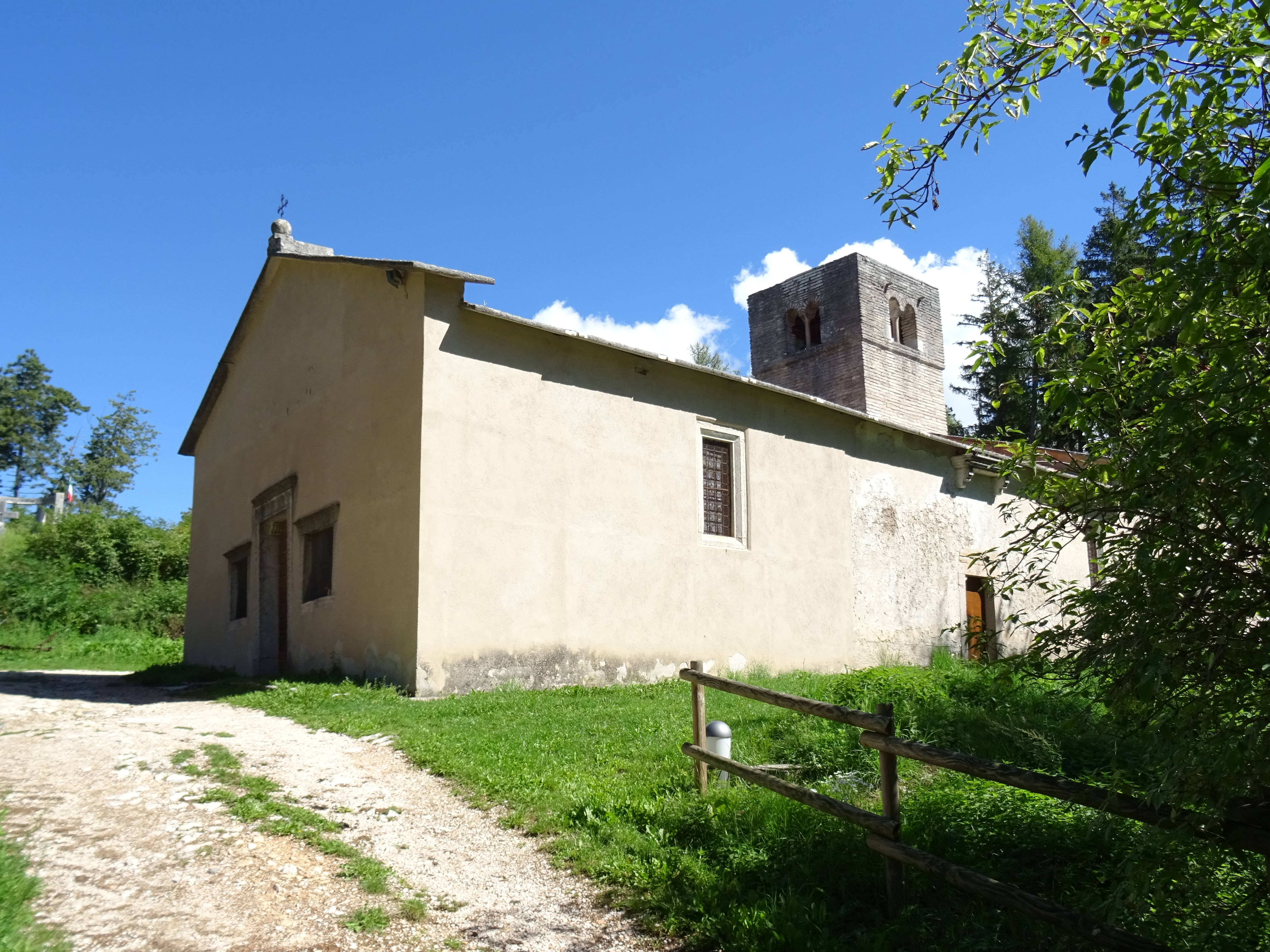
Vista dal lato destro

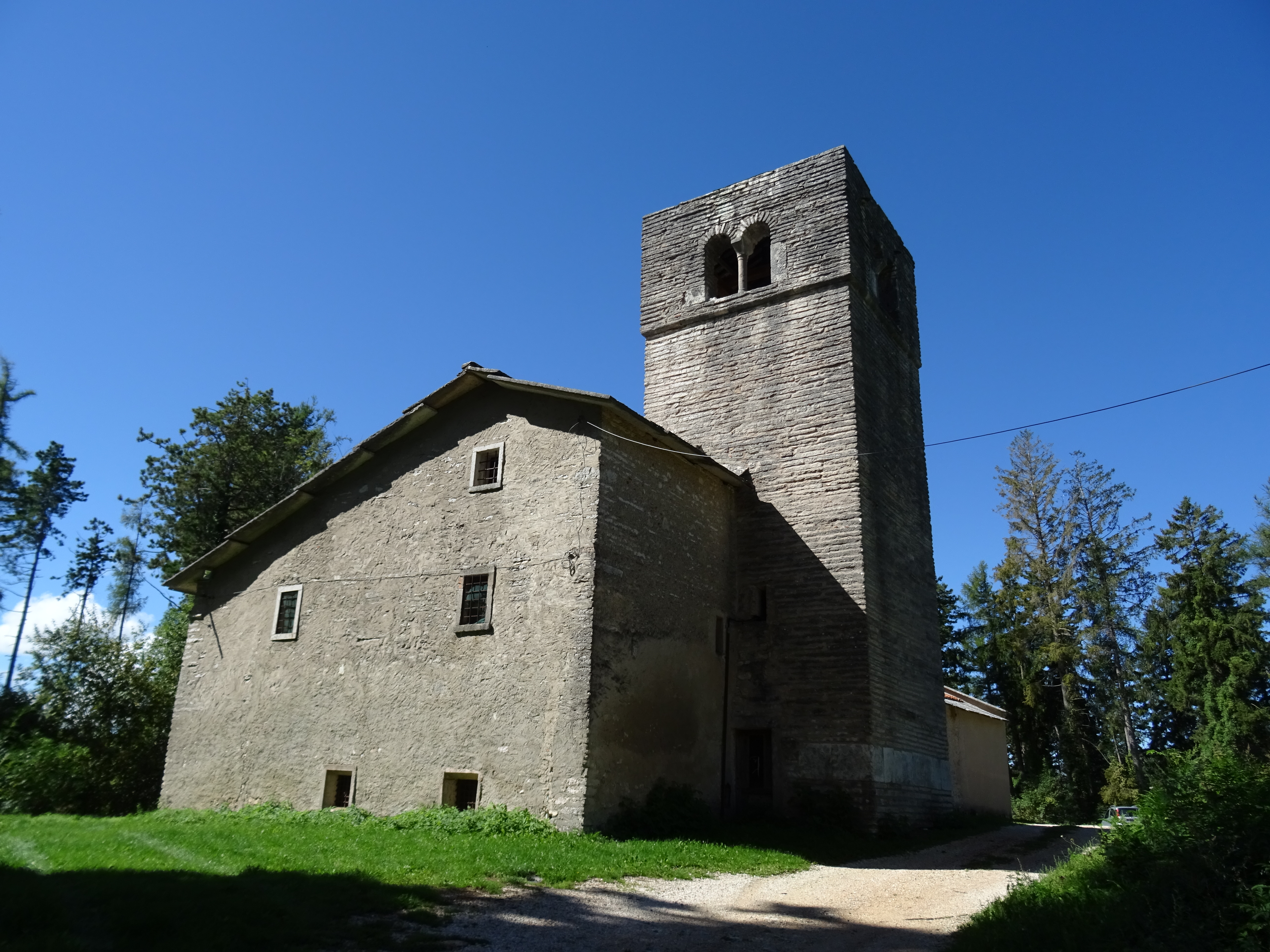
Campanile e edificio addossato al retro

L'edificio dovrebbe risalire al XIII secolo, anche se le prime tracce scritte si trovano solo oltre un secolo dopo. Fino alla costruzione della chiesa dei Santi Giovanni e Marziale di Breonio, il paese sottostante a nord ovest, era riferimento per il culto alle comunità fino ad Erbezzo. Questo dato lo riporta Giovanni Battista Biancolini in un'importante opera sulle chiese di Verona. Ripetendo un modello di pieve diffuso nella montagna veronese. È possibile la presenza di una chiesa preesistente alla struttura del XIII secolo.
Dal punto di vista religioso, la pieve fu sempre un riferimento per gli abitanti della zona, ma dal punto di vista amministrativo diocesano decadde e dal 1600 divenne dipendenza di San Marziale.
La suggestiva chiesetta, tradizionalmente definita romanica con tre altari di marmo realizzati in stili diversi e con un bel campanile in calcare la cui elegante cella campanaria è aperta da quattro bifore, sorse su terreni che fin dal 1014 un diploma imperiale assegnava a san Zeno. Sopra la porta laterale della chiesa c'è un'iscrizione non datata che cita come promotore di una qualche opera un certo Cristoforo. Sembra, in ogni caso, verosimile che San Giovanni in Loffa risalga al XIII secolo, mentre è certo che nel 1454 era cappella officiata dal rettore della chiesa di San Marziale di Breonio.
Una lapide collocata all'interno ci assicura invece che la chiesa - ricostruita o costruita per la prima volta - fu consacrata con l'altare maggiore il 27 luglio 1524 da Bartolomeo Averoldi, bresciano, vescovo calamonense, suffraganeo del vescovo di Verona, in onore di San Giovanni Battista, con la reposizione delle reliquie dei Santi Felice e Paolo, concedendo le solite indulgenze. L'iscrizione continua ricordando come nel 1633 la chiesa, di giurisdizione di San Marziale di Breonio, sia stata restaurata con le elemosine dei fedeli, essendo arciprete di Breonio Giovan Battista Fraccaroli.
L'attuale struttura architettonica della Chiesa di San Giovanni in monte, mostra i segni di due momenti costruttivi riconducibili tra la seconda metà del Quattrocento e i primi decenni del Cinquecento e il secondo ai primi decenni del Seicento, come testimonia l'iscrizione lapidea sul presbiterio. La Chiesa è dotata di tre altari: il maggiore, intitolato a San Giovanni Battista e i due minori allineati con questo sui semipennacchi dell'arco trionfale  e dedicati alla Santa Croce (o l'attuale esaltazione) e quello a meridiane alla Madonna del Carmine (precedentemente a San Rocco).